# Эльзевир, Лодевейк
Лодевейк Эльзевир (нидерл. Lodewijk Elsevier; 1540, Лёвен — 4 февраля 1617, Лейден) — голландский книгопечатник, основатель издательского Дома Эльзевиров.

## Биография
Начал свою карьеру в книжном магазине в типографии Кристоффеля Плантена в Антверпене.
В 1563 году он женился на Майкке де Вердейен Вербуа в Антверпене, где родились его первые два сына. В 1570 году переехал в Везель, в 1575 году — в Дуэ, в 1580 году — в Лейдене.
В 1583 году в Лейдене издал свою первую книгу. Его старший сын Маттис, его шестой сын Бонавентура и его внуки Авраам и Исаак продолжили и расширили этот бизнес.
Основанная им типография сыграла важную роль в публикации научных работ. Необычные для других типографий той эпохи, книги Элзевира были не столь элегантны, но прочны и читабельны. Эти книги обычно были меньше размерами и с узкими полями. Одним из художников Эльзевира был Кристофер ван Дейк. Большая часть работы была опубликована на латыни.